# 草醯乙酸脫羧酶
草醯乙酸脫羧酶（Oxaloacetate decarboxylase）使一種脫羧酶，可以將草醯乙酸轉為丙酮酸。
其酵素分類為EC 4.1.1.3.
在部分細菌中，此酵素為三聚體，由α、β、γ三個次單元組成。β和γ次單元屬於穿膜蛋白

## 延伸閱讀
- Dahinden P, Auchli Y, Granjon T;  et al. . Arch. Microbiol. 2005, 183 (2): 121–9. PMID 15647905. doi:10.1007/s00203-004-0754-5.

## 外部連結
- 醫學主題詞表（MeSH）：oxaloacetate+decarboxylase

此条目包含有源于Pfam以及InterPro的属于公有领域的文本 IPR005661